# 글리제 1214 b
글리제 1214 b는 지구로부터 뱀주인자리 방향으로 약 40 광년 떨어진 곳에 있는 글리제 1214 주위를 돌고 있는 외계 행성이다. 글리제 1214 b는 그 질량과 반지름이 태양계 내 가스 행성들보다 작은 것으로 검증된 두 번째 외계 행성이다(첫 번째로 검증된 행성은 CoRoT-7b이다). b의 직경은 지구의 약 2.7배, 질량은 지구의 약 6.5배 즈음으로 밝혀졌고, 모항성이 태양보다 훨씬 어두운 적색 왜성이어서 행성 대기를 현재 기술로 분석 가능하다는 점에서 더욱 돋보이는 존재이다.

## 특징
어머니 항성으로부터 받은 열을 어느 정도 우주 공간으로 되돌리느냐에 따라 차이는 있겠지만, 글리제 1214 b의 표면 온도는 대략 393 ~ 555 켈빈(섭씨 120 ~ 282도 또는 화씨 248 ~ 540도) 영역 사이에 있으리라 추측하고 있다. 이는 트랜싯법으로 발견된 외계 행성들 중 가장 낮은 온도이다.
이 행성에 물이 존재한다는 직접적 증거가 아직 발견되지 않았지만, 데이터를 만족하는 반지름과 질량값으로부터 b는 질량의 약 4분의 3이 물과 얼음이며, 나머지는 암석으로 이루어져 있는 바다 행성일 가능성이 있다. 행성 질량의 약 0.05퍼센트에 해당하는 수소와 헬륨 대기가 표면을 둘러싸고 있을 가능성이 있다. 가설이 맞다면 충분한 대기압 때문에 액체 상태의 물이 행성 전체에 가득할 것이며, 물 중 일정량은 얼음 VII의 형태로 존재할 것이다. b에 대기가 있는지 여부는 확실하지 않으나, 실제 대기가 있다면 항성과 떨어진 거리로 볼 때 우주 관측 기구(예: 허블 우주 망원경)를 통해 존재 여부를 밝힐 수 있을 것이다.
또한 b의 날씨를 예상할 수 있는데, 항상 구름이 낀 날씨다.
행성계의 나이로 볼 때 b는 탄생 후 상당량의 대기를 잃어버린 것으로 분석된다.

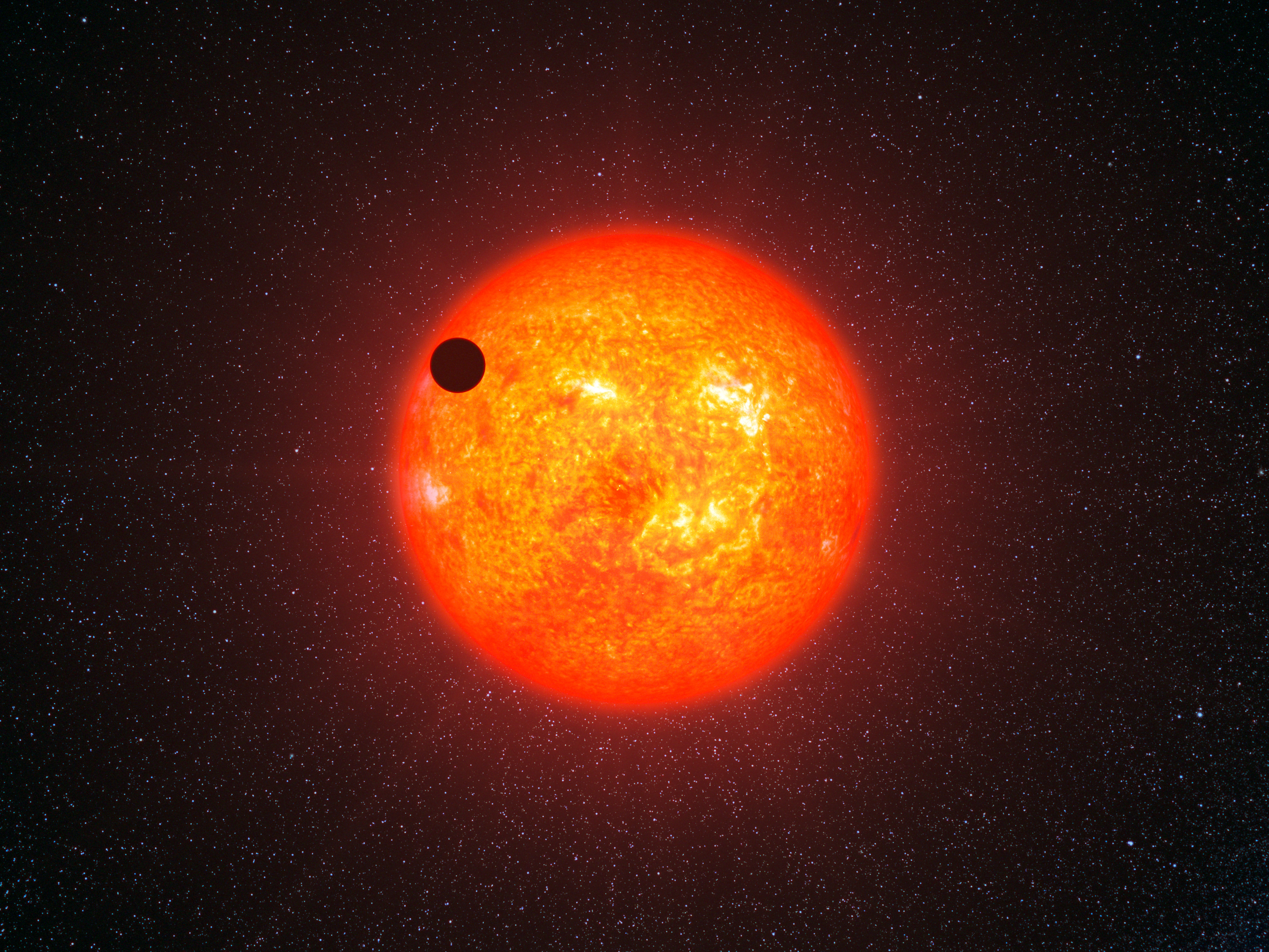
GJ 1214b의 트랫싯 현상

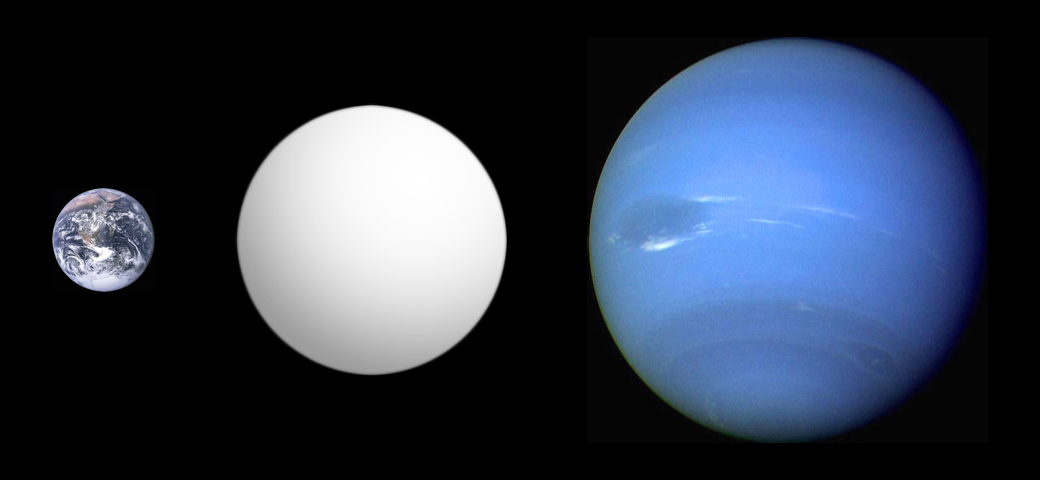
GJ 1214b 크기비교

## 같이 보기
- COROT-7b
- 글리제 581 c
- 글리제 581 d
- MOA-2007-BLG-192Lb
- 글리제 876 d